# غبير الثالث (عنافجة)
غبير الثالث (بالفارسية: گبیر سه) هي قرية وتقع في إيران في قسم عنافجة الريفي. يقدر عدد سكانها بـ 1,024 نسمة .